# Lu Wenyu
Pour les articles homonymes, voir  Lu.
Lu Wenyu est une architecte chinoise. Elle est une cofondatrice du bureau Amateur Architecture Studio à Hanghzou en Chine. Ce bureau est devenu célèbre notamment pour son utilisation de techniques et matériaux chinois traditionnels. En 2010, Lu Wenyu remporte avec son associé le Schelling Architecture Award pour leur travail au sein du bureau.

## Biographie
Lu Wenyu naît dans la région de Xinjiang en Chine. Elle suit des études d'ingénieure et d'architecte au Nanjing Institute of Technology à Nankin. C'est là qu'elle rencontre son futur époux et partenaire Wang Shu.

## Carrière

### Pratique d'architecte

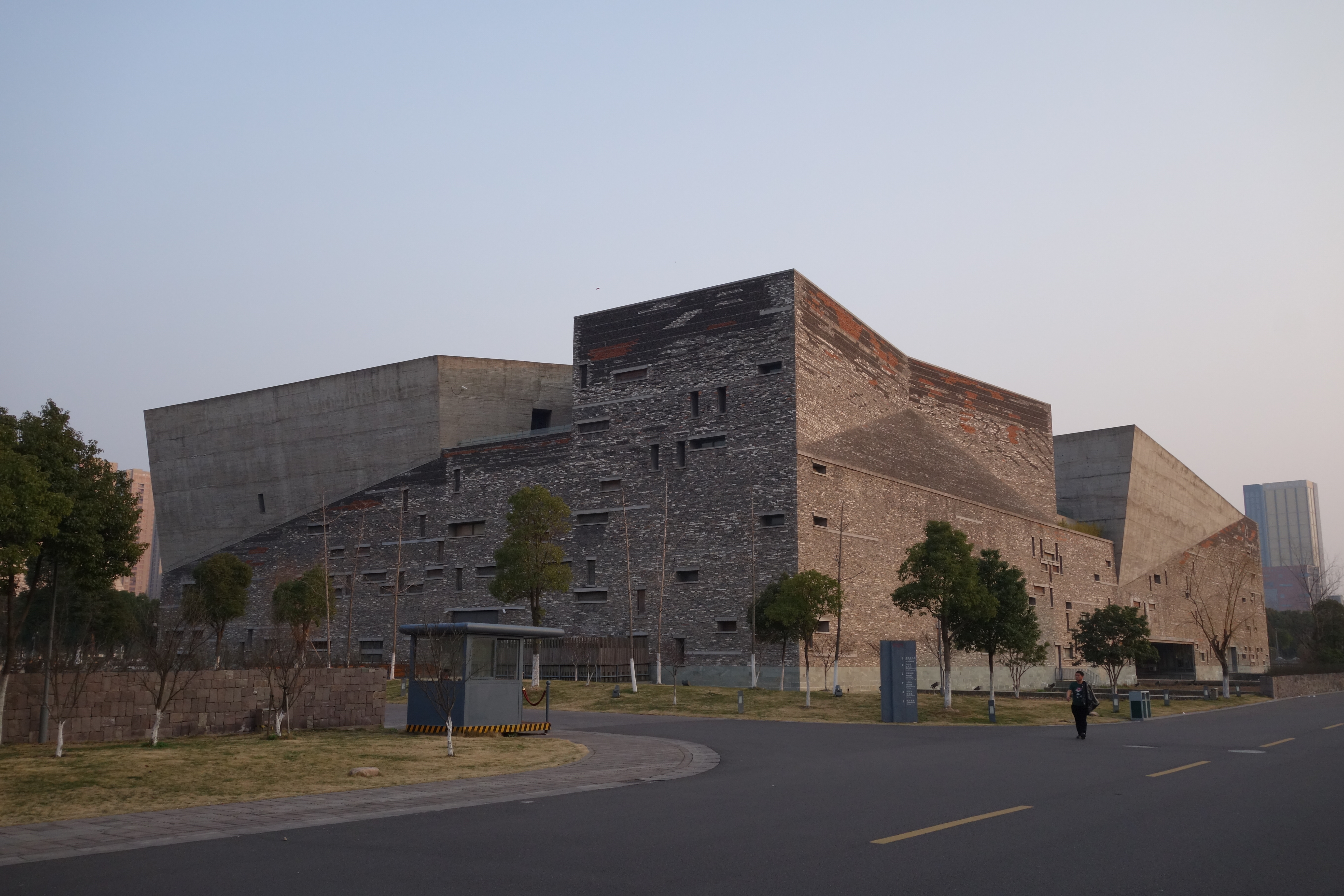
Musée d'histoire de Ningbo

En 1998, Lu Wenyu fonde avec Wang Shu le bureau Amateur Architecture Studio à Hangzhou. Le bureau s'est agrandi et a gagné en notoriété en Chine puis à travers le monde au fil des années, notamment grâce à leur utilisation de matériaux naturels tels que le bois, la terre ou des pierres locales chinoises, s'inspirant des paysages vernaculaires locaux.
La réalisation la plus célèbre du bureau est le Musée d'histoire de Ningbo dans la province de Zhejiang en Chine.
En 2012, son époux reçoit le Prix Pritzker, le plus important prix d'architecture au monde. Dans une interview accordée au Los Angeles Times, Wang Shu exprime son regret de ne pas partager son prix avec son épouse, tout aussi impliquée dans le travail du bureau. Il évoque notamment la situation similaire de Robert Venturi, lauréat du Prix Pritzker en 1991. Son épouse et partenaire Denise Scott Brown n'avait pas non plus été récompensée à l'époque.
Lu Wenyu est également enseignante à l'Académie des arts de Chine à Hangzhou et a été invitée à donner des cours sur l'architecture chinoise traditionnelle à l'Université Harvard dans le Massachusetts.

## Récompenses
- 2007 : Global award for sustainable architecture qui récompense chaque année des architectes sensibles au développement durable et intégrant une dimension sociale à leur travail[9].

- 2010 : Schelling Architecture Award (avec Wang Shu)[2].